# Казак, Николай Петрович
Николай Петрович Казак (род. 8 сентября 1977, Витебск, БССР, СССР) — белорусский прыгун на батуте. Многократный победитель и призёр чемпионатов мира по прыжкам на батуте. Участник Олимпийских игр 2004 и 2008 годов. Мастер спорта международного класса Республики Беларусь (2014). Заслуженный мастер спорта Республики Беларусь (2014).